# Buxerolles (Vienne)
Pour les articles homonymes, voir Buxerolles.
Buxerolles est une commune du Centre-Ouest de la France, située dans la proche banlieue nord de Poitiers dans le département de la Vienne en région Nouvelle-Aquitaine.
Avec plus de 10 000 habitants, Buxerolles est la troisième ville du département après Poitiers et Châtellerault. Ses habitants sont appelés les Buxerollois.

## Géographie

### Situation
La commune de Buxerolles est majoritairement située sur la hauteur du plateau calcaire où est implantée l’agglomération de Poitiers. Ce plateau est interrompu par une vallée sèche, la vallée des Buis au nord, et par la vallée du Clain à l’ouest.
Buxerolles se situe dans l'agglomération de Poitiers, au nord du centre-ville de Poitiers, sur la rive droite du Clain.
Le nord de la commune est au croisement de l'axe Nantes-Limoges (RN147) et de l'axe Paris-Bordeaux (A10 et N10) qui dessert entre autres le Futuroscope, à 9 km.
Buxerolles se situe à environ 4 km de Poitiers, 130 km de Limoges, 187 km de Nantes, 255 km de Bordeaux, à 334 km de Paris, 144 km de La Rochelle, 123 km d'Angoulême et 80 km de Niort.
La commune est proche des sites naturels de la Forêt de Moulière, du Marais poitevin et du parc naturel régional Loire-Anjou-Touraine.

### Communes limitrophes

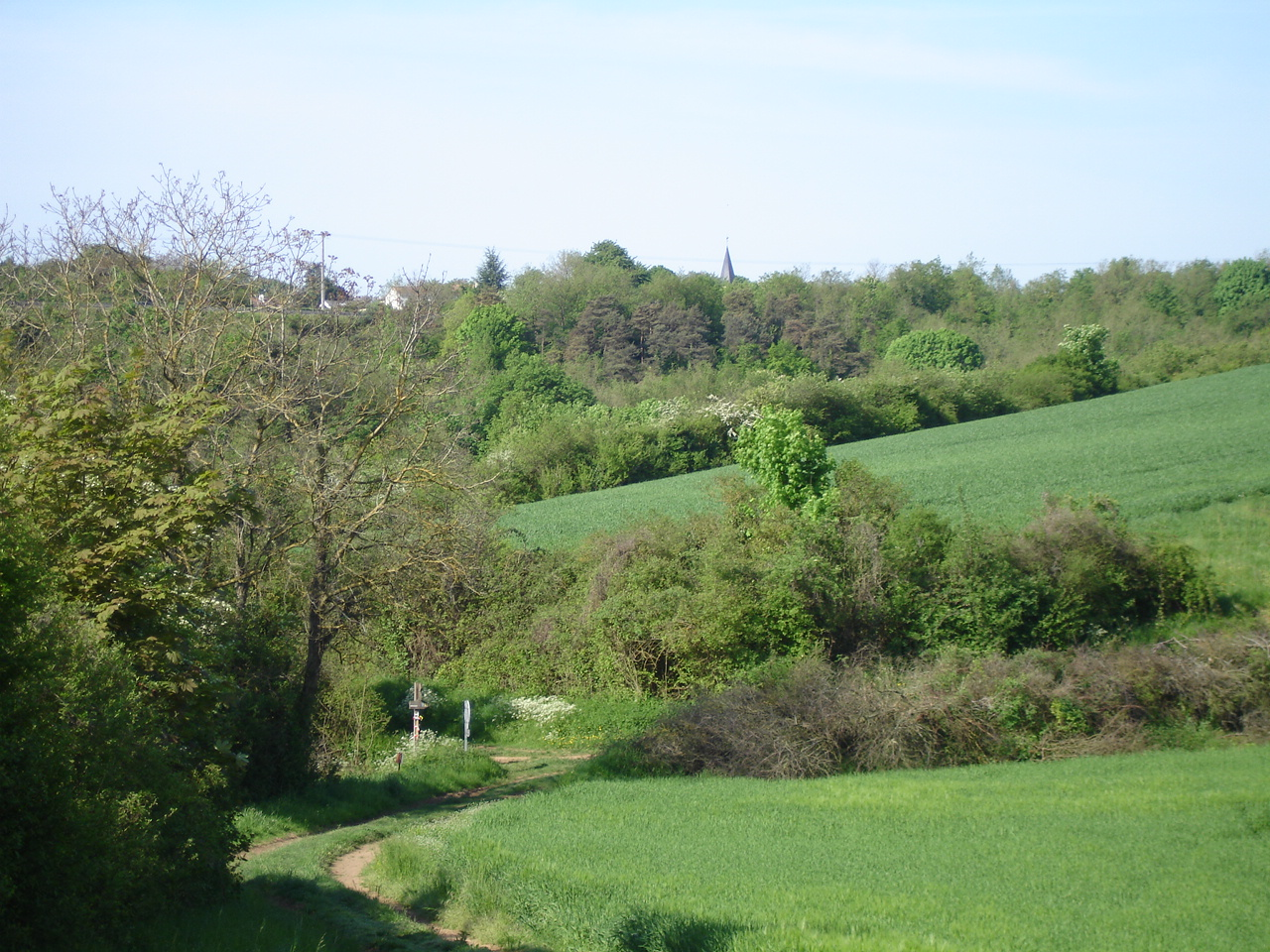
Balade dans les vallées sèches

| Migné-Auxances | Chasseneuil-du-Poitou | Montamisé |
|                | Buxerolles            |           |
|                | Poitiers              |           |

### Géologie et relief
La région de Buxerolles présente un paysage de plaines vallonnées plus ou moins boisées et de vallées. Le terroir se compose :
- pour 62 %, de groies moyennement profondes sur les plaines : les groies sont des terres du sud-ouest de la France, argilo-calcaires, peu profondes - en général de moins de 50 cm d’épaisseur – et plus ou moins riches en cailloux. Elles sont fertiles et saines et donc, propices à la polyculture céréalière mais elles s’assèchent vite ;
- pour 1 % de calcaire dans les vallées et terrasses alluviales ;

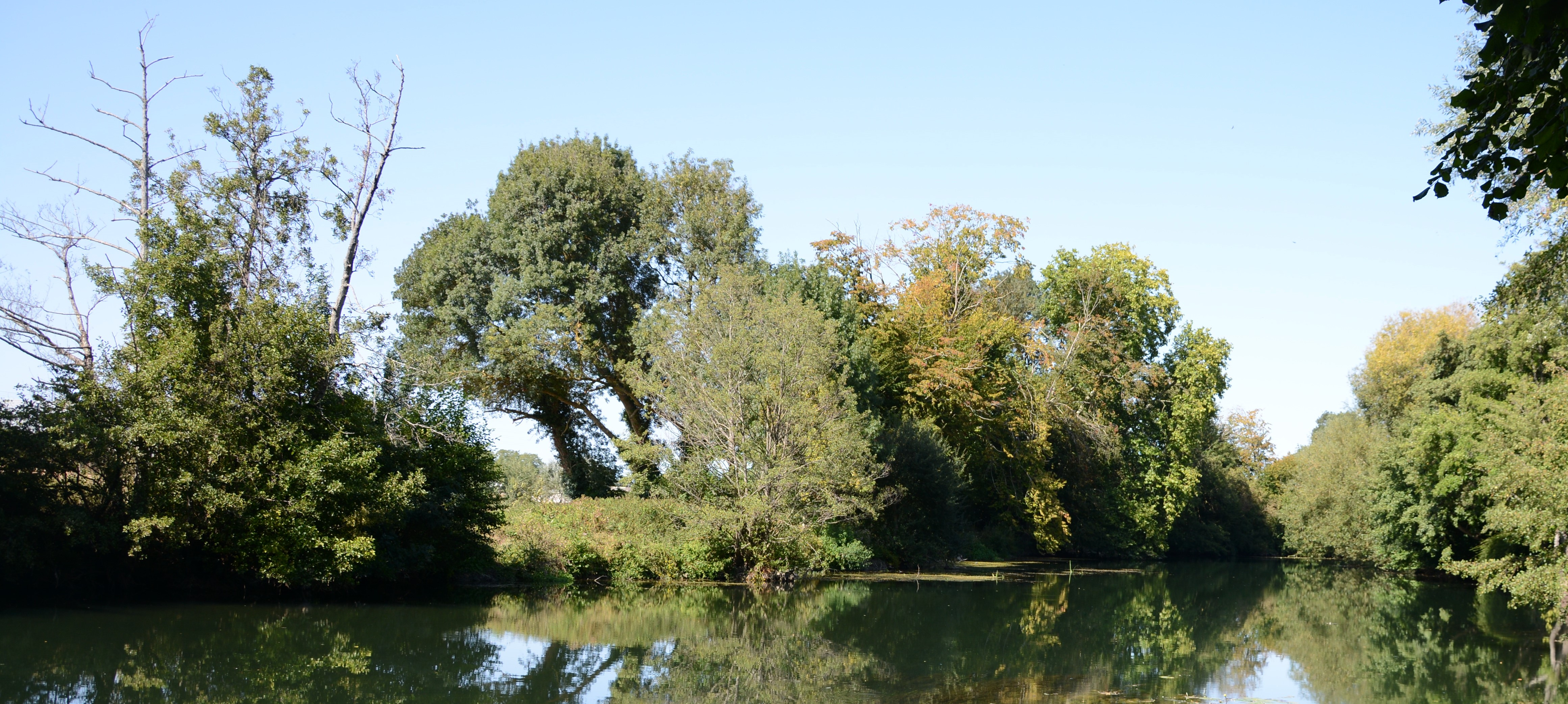
Bords du Clain à Lessart

- pour 38 % par l'agglomération.

### Hydrographie
La commune est traversée par le Clain sur une longueur de 2,2 km.
Le Clain bénéficie d’un classement afin de protéger ou de restaurer sa continuité écologique: la construction de tout nouvel ouvrage faisant obstacle à la continuité écologique est interdit et des aménagements doivent être réalisés afin d’assurer ou de rétablir la libre circulation des poissons migrateurs et le transit des sédiments.

### Climat
Le climat qui caractérise la commune est qualifié, en 2010, de « climat océanique altéré », selon la typologie des climats de la France qui compte alors huit grands types de climats en métropole. En 2020, la commune ressort du même type de climat dans la classification établie par Météo-France, qui ne compte désormais, en première approche, que cinq grands types de climats en métropole. Il s’agit d’une zone de transition entre le climat océanique, le climat de montagne et le climat semi-continental. Les écarts de température entre hiver et été augmentent avec l'éloignement de la mer. La pluviométrie est plus faible qu'en bord de mer, sauf aux abords des reliefs.
Les paramètres climatiques qui ont permis d’établir la typologie de 2010 comportent six variables pour les températures et huit pour les précipitations, dont les valeurs correspondent à la normale 1971-2000. Les sept principales variables caractérisant la commune sont présentées dans l'encadré ci-après.
| Paramètres climatiques communaux sur la période 1971-2000 - Moyenne annuelle de température : 11,9 °C - Nombre de jours avec une température inférieure à −5 °C : 2,2 j - Nombre de jours avec une température supérieure à 30 °C : 6,3 j - Amplitude thermique annuelle : 15,5 °C - Cumuls annuels de précipitation : 707 mm - Nombre de jours de précipitation en janvier : 11 j - Nombre de jours de précipitation en juillet : 6,8 j |

Avec le changement climatique, ces variables ont évolué. Une étude réalisée en 2014 par la Direction générale de l'Énergie et du Climat complétée par des études régionales prévoit en effet que la température moyenne devrait croître et la pluviométrie moyenne baisser, avec toutefois de fortes variations régionales. La station météorologique de Météo-France installée sur la commune et en service de 1948 à 2006 permet de connaître l'évolution des indicateurs météorologiques. Le tableau détaillé pour la période 1981-2010 est présenté ci-après.
| Mois                                  | jan.           | fév.           | mars           | avril         | mai           | juin          | jui.          | août          | sep.          | oct.          | nov.          | déc.           | année      |
| ------------------------------------- | -------------- | -------------- | -------------- | ------------- | ------------- | ------------- | ------------- | ------------- | ------------- | ------------- | ------------- | -------------- | ---------- |
| Température minimale moyenne (°C)     | 1,7            | 1,4            | 3,3            | 4,9           | 8,6           | 11,6          | 13,6          | 13,3          | 10,5          | 8,2           | 4             | 2,3            | 7          |
| Température moyenne (°C)              | 4,9            | 5,5            | 8,6            | 10,6          | 14,7          | 18,1          | 20,5          | 20,2          | 17            | 13,2          | 8             | 5,4            | 12,3       |
| Température maximale moyenne (°C)     | 8,2            | 9,7            | 13,8           | 16,3          | 20,8          | 24,6          | 27,3          | 27,1          | 23,4          | 18,2          | 12            | 8,6            | 17,5       |
| Record de froid (°C) date du record   | −19,8 21.01.57 | −15,3 05.02.63 | −12,2 01.03.05 | −5 10.04.49   | −2,5 29.05.61 | 2,2 12.06.55  | 0 09.07.49    | 1,2 31.08.57  | −3,5 19.09.48 | −7 30.10.49   | −9,9 22.11.93 | −16,3 24.12.63 | −19,8 1957 |
| Record de chaleur (°C) date du record | 19,2 27.01.58  | 24,9 15.02.58  | 26,4 25.03.55  | 31,5 30.04.05 | 38,6 25.05.55 | 38,8 22.06.03 | 40,1 22.07.90 | 42,5 06.08.03 | 37 01.09.61   | 29,9 01.10.97 | 26,1 08.11.51 | 19,8 02.12.53  | 42,5 2003  |
| Précipitations (mm)                   | 67,5           | 51             | 50,8           | 60,4          | 65,3          | 53,6          | 55,6          | 45,9          | 52,3          | 78,5          | 78            | 74,5           | 733,4      |

### Voies de communication et transports
Bus
La commune est desservie par les lignes du réseau de transports en commun Vitalis.
Du lundi au samedi : 3, 10, 13, 16. Le dimanche : D. Ces lignes circulent toute l'année. Les lignes 3, 10, 13 et D desservent l'hôtel de ville.
Les lignes S2, S30 et S72 parcourent la commune en période scolaire.
Deux parcs-relais sont situés sur la commune : Espace des Vignes près de l'arrêt Salle des sports (ligne 13) et stade Michel-Amand (La Pépinière) près de l'arrêt Vélodrome (lignes 3 et 16). Dans les faits, les abords de l'hôtel de ville sont aussi utilisés comme parc-relai.
Train
Les gares et les haltes ferroviaires proches de Buxerolles sont :
- la gare de Poitiers à 3 km,
- la gare du Futuroscope à 10 km (ligne de Bordeaux à Paris, Lille ou Bruxelles),
- la gare de Mignaloux-Nouaillé à 16 km (ligne de Poitiers à Limoges ou Le Dorat),
- la halte de Chasseneuil à 9 km,
- la halte de Jaunay-Clan à 12,2 km.

Aéroports
Les aéroports ou aérodromes proches de Buxerolles sont :
- l'aéroport de Poitiers-Biard à 6 km,
- l'aérodrome de Niort - Souché à 80 km,
- l'aéroport de Tours Val de Loire à 104 km.

## Urbanisme

### Typologie
Au 1er janvier 2024, Buxerolles est catégorisée grand centre urbain, selon la nouvelle grille communale de densité à sept niveaux définie par l'Insee en 2022.
Elle appartient à l'unité urbaine de Poitiers, une agglomération intra-départementale regroupant huit communes, dont elle est une commune de la banlieue,,. Par ailleurs la commune fait partie de l'aire d'attraction de Poitiers, dont elle est une commune du pôle principal,. Cette aire, qui regroupe 97 communes, est catégorisée dans les aires de 200 000 à moins de 700 000 habitants,.

### Occupation des sols
L'occupation des sols de la commune, telle qu'elle ressort de la base de données européenne d’occupation biophysique des sols Corine Land Cover (CLC), est marquée par l'importance des territoires artificialisés (56,4 % en 2018), en augmentation par rapport à 1990 (45,3 %). La répartition détaillée en 2018 est la suivante : 
zones urbanisées (48,7 %), terres arables (31,3 %), prairies (9,5 %), espaces verts artificialisés, non agricoles (7,7 %), forêts (2,8 %). L'évolution de l’occupation des sols de la commune et de ses infrastructures peut être observée sur les différentes représentations cartographiques du territoire : la carte de Cassini (XVIIIe siècle), la carte d'état-major (1820-1866) et les cartes ou photos aériennes de l'IGN pour la période actuelle (1950 à aujourd'hui).

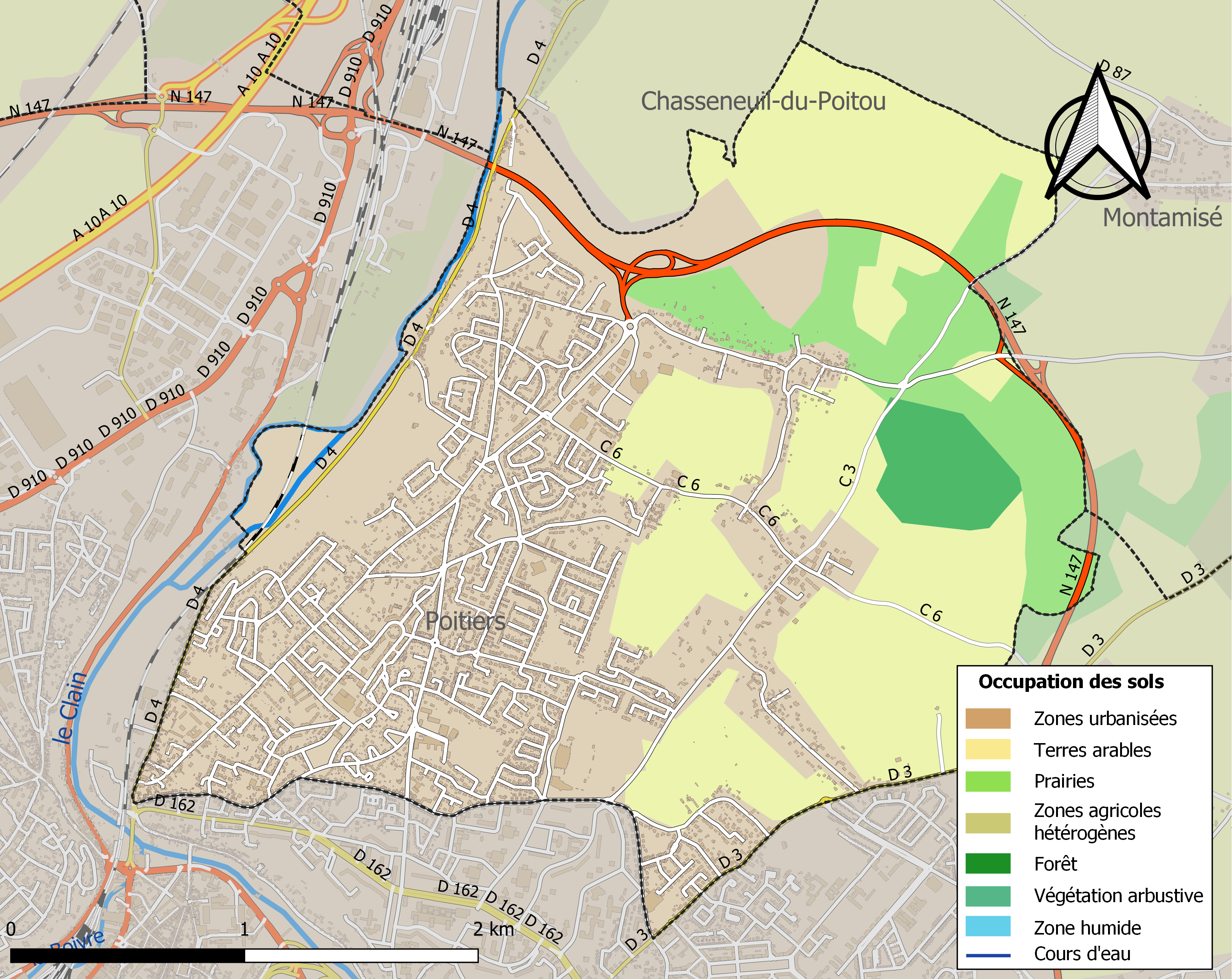
Carte des infrastructures et de l'occupation des sols de la commune en 2018 (CLC).

### Risques majeurs
Le territoire de la commune de Buxerolles est vulnérable à différents aléas naturels : météorologiques (tempête, orage, neige, grand froid, canicule ou sécheresse), inondations, mouvements de terrains et séisme (sismicité modérée). Il est également exposé à un risque technologique, le transport de matières dangereuses. Un site publié par le BRGM permet d'évaluer simplement et rapidement les risques d'un bien localisé soit par son adresse soit par le numéro de sa parcelle.

#### Risques naturels
La commune fait partie du territoire à risques importants d'inondation (TRI) de Châtellerault, regroupant 17 communes concernées par un risque de débordement de la Vienne et du Clain. Les événements antérieurs à 2014 les plus significatifs pour la Vienne sont les crues de février 1698 (1 670 m3/s à Châtellerault), de juillet 1792 (1 520 m3/s), de mars 1913 (1 500 m3/s), de décembre 1944 (1 510 m3/s) et de janvier 1962 (1 500 m3/s). Les crues historiques du Clain sont celles de 1873 (330 m3/s à Poitiers) et de décembre 1982 (330 m3/s). Des cartes des surfaces inondables ont été établies pour trois scénarios : fréquent (crue de temps de retour de 10 ans à 30 ans), moyen (temps de retour de 100 ans à 300 ans) et extrême (temps de retour de l'ordre de 1 000 ans, qui met en défaut tout système de protection),. La commune a été reconnue en état de catastrophe naturelle au titre des dommages causés par les inondations et coulées de boue survenues en 1982, 1983, 1992, 1993, 1995, 1999, 2006, 2010, 2013 et 2015,. Le risque inondation est pris en compte dans l'aménagement du territoire de la commune par le biais du plan de prévention des risques (PPR) inondation (PPRI) de la « vallée du Clain », approuvé le 1er septembre 2015, puis par le nouveau PPRI « Vallée du Clain », prescrit le 5 novembre 2021.

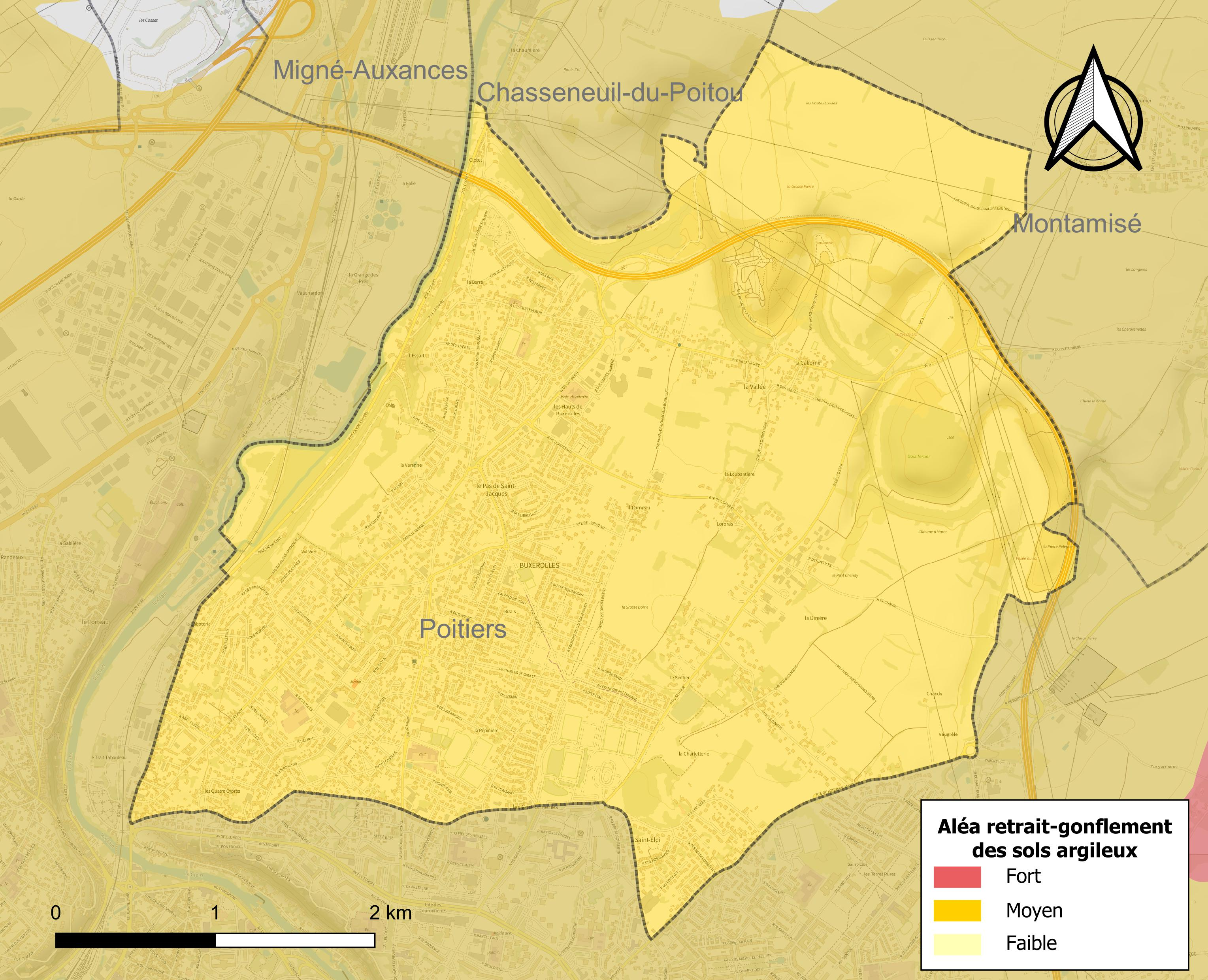
Carte des zones d'aléa retrait-gonflement des sols argileux de Buxerolles.

Les mouvements de terrains susceptibles de se produire sur la commune sont des affaissements et effondrements liés aux cavités souterraines (hors mines) et des tassements différentiels. Afin de mieux appréhender le risque d’affaissement de terrain, un inventaire national permet de localiser les éventuelles cavités souterraines sur la commune. Le retrait-gonflement des sols argileux est susceptible d'engendrer des dommages importants aux bâtiments en cas d’alternance de périodes de sécheresse et de pluie. La totalité de la commune est en aléa moyen ou fort (79,5 % au niveau départemental et 48,5 % au niveau national). Depuis le 1er octobre 2020, en application de la loi ÉLAN, différentes contraintes s'imposent aux vendeurs, maîtres d'ouvrages ou constructeurs de biens situés dans une zone classée en aléa moyen ou fort,.
La commune a été reconnue en état de catastrophe naturelle au titre des dommages causés par la sécheresse en 1989, 1992, 2003, 2005 et 2011 et par des mouvements de terrain en 1999 et 2010.

## Toponymie
Le nom du village proviendrait du latin buxus qui est le nom du buis. En 1296, son nom était Buxeroles, puis, en 1322: Buyxeroles. En 1334, il se dénomme Busolles ; en 1752 : Bucerole et en 1786 : Buxcerolle.

## Histoire
Longtemps constituée de hameaux, Buxerolles est aujourd'hui une ville dense, troisième commune du département avec plus de 10 000 habitants.

### Préhistoire et Antiquité
En 2004, des fouilles archéologiques, réalisées lors de la création de la résidence « le Pas de Saint Jacques », ont révélé des vestiges de plusieurs époques. Les plus anciens datent du néolithique moyen (vers 2400 avant J.C.) : une petite nécropole avec six inhumations. Des fosses circulaires et des trous de poteaux attestent d’un bâtiment de type agricole et donc de présence humaine à l’âge du bronze ancien (1800 avant J.C.). L’âge du fer (vers 400 avant J.C.) est illustré par les traces de six bâtiments modestes au centre d’une zone d’activités dont des silos à grains, un four et un métier à tisser. À côté de cet important site archéologique, des sondages et des fouilles ont permis de mettre au jour des sépultures gallo-romaines ou d’époque mérovingienne et carolingienne au Planty et près de l’église du Bourg. Buxerolles était située sur l'une des plus importantes voies de communication de la Gaule romaine : la via Turonensis.

### Ancien Régime
L'occupation médiévale est attestée au Bourg, où l'ancien cimetière a longtemps gardé des sarcophages d'époque mérovingienne ou carolingienne, à Lessart dont les moulins sont mentionnés dès 1077 et à Chandy.
Située sur les Chemins de Compostelle en Poitou, Buxerolles était le lieu de passage des pèlerins. Ils s'y arrêtaient pour se recueillir sur une étrange empreinte, dite le Pas de Saint-Jacques.
La paroisse de Buxerolles, constituée autour de l'église romane, est citée pour la première fois en 1226. Sous l'Ancien Régime (XVIe et XVIIIe siècles), le territoire devient la propriété de notables poitevins qui acquièrent fiefs et terres à rente auprès des abbayes. Buxerolles est alors partagée en trois seigneuries. Au sud-ouest, l'abbaye Sainte-Croix contrôle le Planty, les Bizais, la Varenne, une partie de Lessart et de la Charletterie. À l'est, la seigneurie de la Loubantière relève de la Tour Maubergeon de Poitiers.
En 1492, la seigneurie de Buxerolles s'étend de Lessart et Clotet à La Loubantière. Elle comprend le Bourg où se trouvent l'église et la métairie seigneuriale, et des terres au nord-est, les coûtreries, propriétés d'ecclésiastiques poitevins.

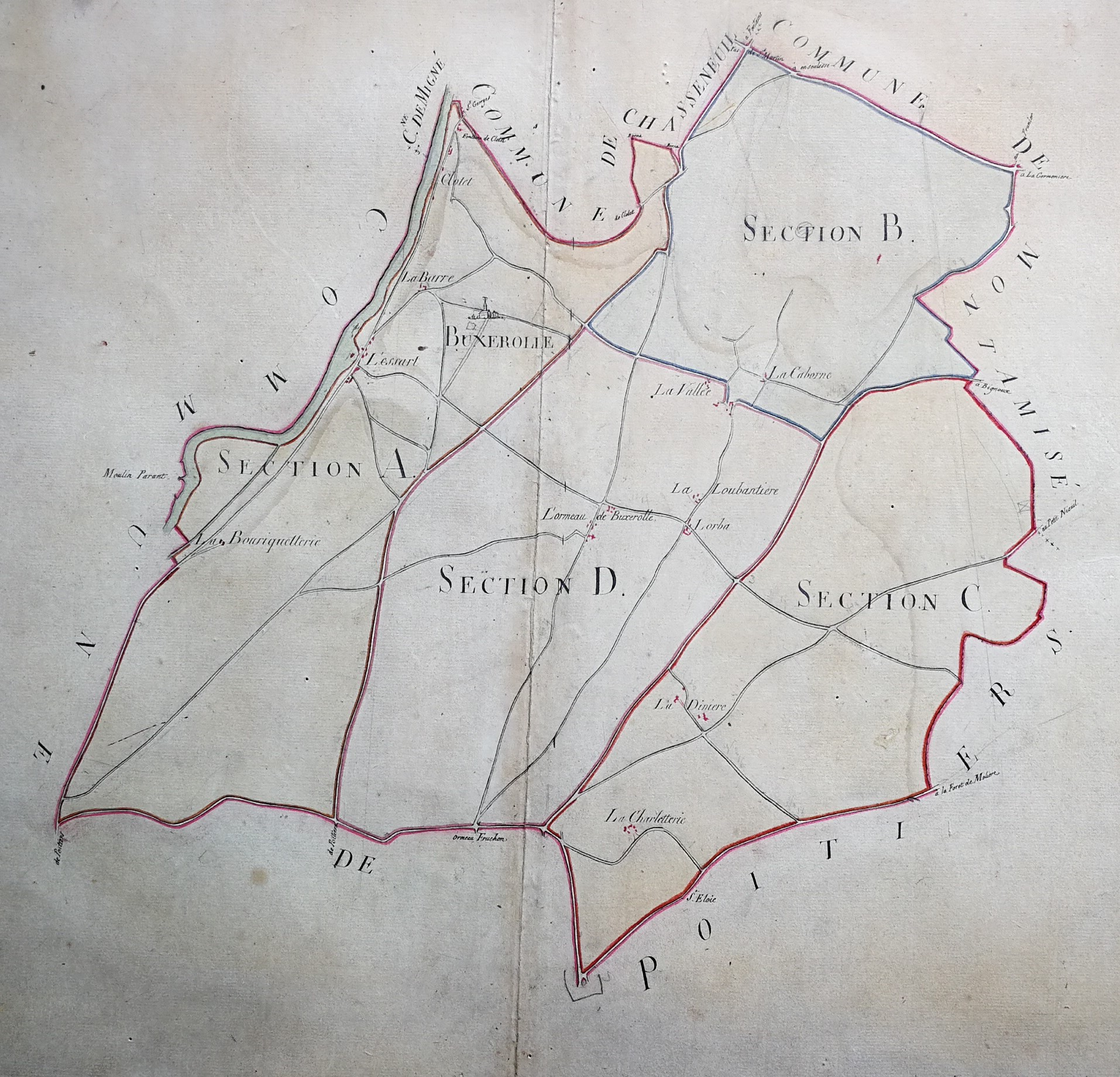
Plan de cadastre de Buxerolles sous l'Empire.

### Les débuts de la commune
Buxerolles accueille favorablement les avancées de la Révolution française. Elle plante ainsi son arbre de la liberté, symbole de la Révolution. Il devient le lieu de ralliement de toutes les fêtes et des principaux événements révolutionnaires.
Le cadastre du début du XIXe siècle montre le caractère agricole et viticole du bourg et des hameaux excentrés. Ils sont reliés directement à Poitiers par des chemins de direction nord/sud. La vie économique et sociale ne change pas jusque dans les années 1850. Puis dans le contexte général d’augmentation démographique en France, la population s’accroît. Elle passe de 305 habitants en 1821 à 885 en 1901, vivant toujours en grande partie de l’agriculture, malgré le phylloxéra qui détruit la vigne à partir de 1878. Cet accroissement de population entraîne en 1867 la construction d’une mairie et d’une école à côté de l’église du Bourg.
A la Belle Époque, Lessart, cœur économique et commerçant de la commune, devient également un lieu de divertissement avec plusieurs guinguettes au bord du Clain.

### XXesiècle
Au début du XXe siècle, l’exode rural est compensé par l’arrivée de rentiers et de retraités. Les moulins de Lessart et la vigne replantée sont encore des activités majeures au début du XXe siècle.

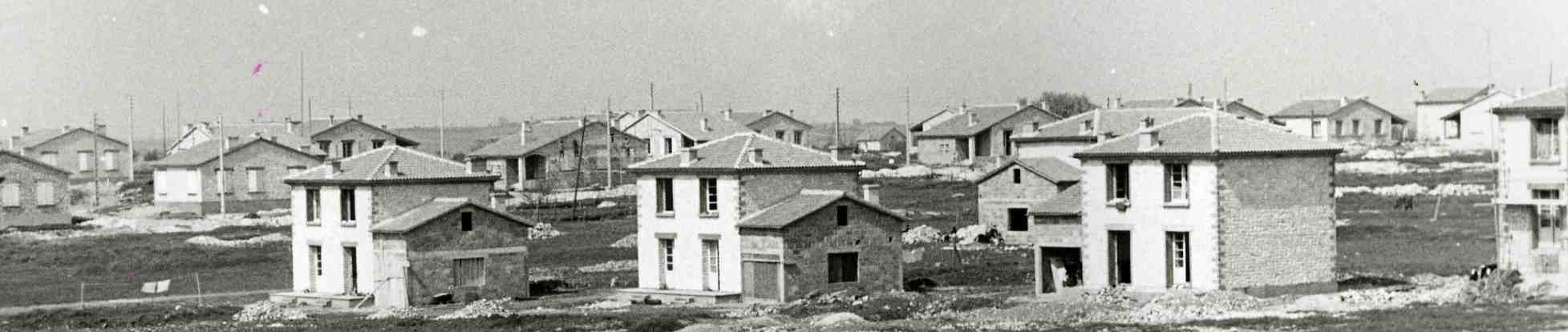
La Cité des Castors est sortie de terre dans les années 1950

Entre les deux guerres, les réseaux d’adduction d’eau (avec le premier château d’eau en 1935 à la Vallée), d’électricité et de bus sont prolongés à partir de Poitiers et améliorent les conditions de vie.
Pendant la Seconde Guerre mondiale, les troupes d´occupation installent des baraquements au Bourg, sur l´actuel terrain de sport. En 1944, le Planty et la vallée de Lessart subissent les bombardements sur la gare de Poitiers.

#### La cité des Castors
Après la Libération, face au manque de logements, des sociétés « Castors » se créent : il s'agit d'un mouvement coopératif où chacun construit lui-même sa maison. À Buxerolles, c'est en 1949 que débute l'aventure des Castors. Outre la réalisation de 144 maisons individuelles, c'est un véritable quartier qui a émergé, comprenant un centre commercial, une salle des fêtes, une école et une église, édifiée en 1962. La construction de la cité des Castors a marqué un tournant dans l'histoire de Buxerolles : désormais, la commune est entrée dans l'ère de l'urbanisation.

#### 1960-2000: une urbanisation constante
Dès lors, les municipalités qui se succèdent font le choix d'un développement urbain de la commune.
À partir de la fin des années 1970, les dernières vignes sont arrachées. La construction de lotissements entre les villages et quartiers existant densifie la ville. Dans les années 1990, les premiers immeubles voient le jour dans le centre-ville.

#### Aujourd'hui
Les terres agricoles et les espaces naturels se trouvent essentiellement au nord et à l'est de la commune. La ville semble avoir atteint son extension géographique maximale. L'urbanisation extensive a laissé place à des choix de densification urbaine basés sur le principe de "construire la ville sur la ville".
Au cours des années 2000, la population de la commune atteint les 10.000 habitants. Ce chiffre se maintient dans les années qui suivent : en 2019, la commune compte environ 10.200 habitants.

## Population et société

### Démographie
L'évolution du nombre d'habitants est connue à travers les recensements de la population effectués dans la commune depuis 1793. Pour les communes de plus de 10 000 habitants les recensements ont lieu chaque année à la suite d'une enquête par sondage auprès d'un échantillon d'adresses représentant 8 % de leurs logements, contrairement aux autres communes qui ont un recensement réel tous les cinq ans,.

En 2022, la commune comptait 10 253 habitants, en évolution de +2,45 % par rapport à 2016 (Vienne : +0,6 %, France hors Mayotte : +2,11 %).
| 1793 | 1800 | 1806 | 1821 | 1831 | 1836 | 1841 | 1846 | 1851 |
| ---- | ---- | ---- | ---- | ---- | ---- | ---- | ---- | ---- |
| 274  | 282  | 286  | 305  | 327  | 376  | 388  | 476  | 476  |

| 1856 | 1861 | 1866 | 1872 | 1876 | 1881 | 1886 | 1891 | 1896 |
| ---- | ---- | ---- | ---- | ---- | ---- | ---- | ---- | ---- |
| 528  | 577  | 598  | 648  | 700  | 814  | 867  | 831  | 829  |

| 1901 | 1906 | 1911 | 1921 | 1926 | 1931 | 1936  | 1946  | 1954  |
| ---- | ---- | ---- | ---- | ---- | ---- | ----- | ----- | ----- |
| 885  | 876  | 866  | 889  | 919  | 956  | 1 007 | 1 211 | 2 023 |

| 1962  | 1968  | 1975  | 1982  | 1990  | 1999  | 2004  | 2006  | 2011   |
| ----- | ----- | ----- | ----- | ----- | ----- | ----- | ----- | ------ |
| 3 293 | 4 064 | 5 156 | 5 466 | 6 337 | 8 787 | 9 298 | 9 478 | 10 007 |

| 2016   | 2021   | 2022   | - | - | - | - | - | - |
| ------ | ------ | ------ | - | - | - | - | - | - |
| 10 008 | 10 105 | 10 253 | - | - | - | - | - | - |

En 2008, la densité de population de la commune était de 1 108 hab./km2, 61 hab./km2 pour le département, 68 hab./km2 pour la région Poitou-Charentes et 115 hab./km2 pour la France.
La ville est la troisième commune la plus peuplée du département de la Vienne
Les dernières statistiques démographiques pour la commune ont été fixées en 2009 et publiées en 2012. Il ressort que la mairie administre une population totale de 10 298 personnes. À cela il faut soustraire les résidences secondaires (218 personnes) pour constater que la population permanente sur le territoire de la commune est de 10 080 habitants.
La commune appartient à la communauté d’agglomération de Poitiers qui connait un certain dynamisme démographique puisque sa population s’est accrue de 1,32 % par an en moyenne sur la période 1999- 2006 (Ce taux est de 0,7 % pour le département). Ceci illustre le constat démographique suivant : des zones rurales qui perdent de plus en plus d’habitants au profit d’une zone périurbaine autour de Poitiers et de Châtellerault. Cette vaste zone concentre 70 % de la population du département (soit environ 300 000 personnes) et 25 % des moins de 20 ans. En outre, en supposant le maintien des tendances démographiques depuis 1990, entre 2006 et 2020, la population de l’aire urbaine de Poitiers devrait s’accroître de +16,5 % et celle de Châtellerault de +5,0 %. La population de la commune devrait donc continuer à croitre. Toutefois, en 2014, Buxerolles qui a gagné près de 4 000 habitants depuis 1990 stagne cette année (perte de 15 habitants) pour la première fois depuis longtemps alors que de 2007 à 2012 sa population augmentait, en moyenne annuelle, de 0,6 %.
La répartition par sexe de la population est la suivante:
- en 1999 : 47,4 % d'hommes et 52,6 % de femmes.
- en 2004 : 47,1 % d'hommes et 52,9 % de femmes.
- en 2010 : 46,2 % d'hommes pour 53,8 % de femmes.
- en 2011 : 46,5 % d'hommes pour 53,5 % de femmes.

En 2004:
- Le nombre de célibataires était de : 37,9 % dans la population,
- Les couples mariés représentaient 48,9 % de la population,
- Les divorcés sont 7,3 %,
- Le nombre de veuves et veufs était de 6 %.

Les plus de 60 ans représentent, en 2011, 23,70 % de la population. La moyenne départemental en 2006 était de 23 %. La population de Buxerolles est moyennement jeune, résultat d'un certain dynamisme démographique mais un taux faible du solde naturel. La population augmente grâce à son solde migratoire largement positif sur 10 ans.
Solde naturel de Buxerolles de 1999 à 2009 fut de + 369 habitants (+ 4 %):
- en 2008 : 108 naissances et 75 décès,
- en 2007 : 120 naissances et 77 décès,
- en 2006 : 115 naissances et 74 décès,
- en 2005 : 104 naissances et 64 décès,
- en 2004 : 86 naissances et 68 décès,
- en 2003 : 94 naissances et 63 décès,
- en 2002 : 101 naissances et 60 décès,
- en 2001 : 99 naissances et 62 décès,
- en 2000 : 89 naissances et 53 décès,
- en 1999 : 104 naissances et 62 décès,

Son taux de natalité en 2011 s'élève à 9,59 ‰. Il est inférieur au taux de natalité de 2010, qui est de 13,34 ‰ et il reste moins important que le taux national (12,62 ‰). Au niveau des décès, le taux de mortalité atteint 8,89 ‰, ce qui est supérieur à celui de l'année précédente (7,66 ‰). Le taux de mortalité français est, quant à lui, plus bas que celui de la ville (8,35 ‰).
Solde migratoire de Buxerolles de 1999 à 2009 fut de + 942 habitants (+ 10 %).

## Politique et administration

### Intercommunalité
Buxerolles fait partie de la communauté d'agglomération de Grand Poitiers.
Depuis le Redécoupage cantonal de 2014 en France, Buxerolles est dans le canton de Poitiers-2 (No 14 du département de la Vienne) et dans la Première circonscription de la Vienne.

### Liste des maires
| Période       | Période              | Identité                       | Étiquette | Qualité |
| ------------- | -------------------- | ------------------------------ | --------- | --- |
|               |                      |                                |           | |
| An VIII       | 1815                 | Jean René Orrillard            |           | |
| janvier 1816  | novembre 1830        | Jean-Jacques Chemioux          |           | |
| décembre 1830 | avril 1835           | Jean René Placide Orrillard    |           | |
| mai 1835      | décembre 1843        | Pierre Orrillard               |           | |
| janvier 1844  | décembre 1870        | Jean Jacques Véron Favre       |           | |
| janvier 1871  | décembre 1874        | Jean Trichard                  |           | |
| janvier 1875  | 1884                 | Pierre Fouquet                 |           | |
| 1884          | 24 février 1912      | Hippolyte Véron                |           | Conseiller général                                                                                           |
| 1912          | 1914                 | Auguste Sapin                  |           | |
| 1914          | 1919                 | Hilaire Fouquet                |           | Faisant fonction de maire                                                                                    |
| 1919          | 1927                 | Antoine Thimonnier             |           | |
| 1927          | 1937                 | Camille Girault                |           | |
| 1937          | 1944                 | Omer Bernier                   |           | |
| 1944          | 1961                 | Abel Tassin                    |           | |
| 1961          | mars 1989            | Marcel Varliette (1919-2017)   |           | |
| mars 1989     | mars 2001            | André Messy (1926-2011)        |           | |
| mars 2001     | 12 juin 2011 (décès) | Jean-Marie Paratte (1947-2011) | PS        | Ingénieur en génie civil et urbanisme Conseiller général du canton de Poitiers-2 (2004 → 2011) Réélu en 2008 |
| 23 juin 2011  | 28 juin 2020         | Jean-Louis Chardonneau (1944-) | DVG       | Retraité de la fonction publique Réélu en 2014                                                               |
| 28 juin 2020  | En cours             | Gérald Blanchard (1975-)       | DVD       | Responsable de l'action sociale d'une caisse de retraite complémentaire                                      |

### Labellisation
La Ville a reçu plusieurs reconnaissances avec les labels :
- Terre Saine. Depuis 2009, la commune est signataire de la charte Terre Saine "Votre commune sans pesticides" initiée par l'ex-Région Poitou-Charentes (voir Politique environnementale/Protection de l’environnement).
- Agenda 21 local. En 2010, la Ville a reçu la distinction "Agenda 21 local" par le Ministère de l'Écologie et du Développement durable, confirmée depuis.
- Cit’ergie. Depuis 2013, Buxerolles est engagée aux côtés de la Ville de Poitiers et de l'agglomération de Grand Poitiers, dans la démarche du label européen Cit’ergie, afin d’améliorer son action de lutte contre le Réchauffement climatique.
- TEPCV. En 2016, Buxerolles a été reconnue Territoire à énergie positive pour la croissance verte (TEPCV) par le Ministère de l'Environnement, de l'Énergie et de la Mer.

### Jumelages
Buxerolles est jumelée avec Datça en Turquie et La Robla en Espagne.
Elle entretient des relations amicales avec Belluno en Italie.

### Instances judiciaires et administratives
La commune relève du tribunal judiciaire de Poitiers, de la cour d'appel Poitiers, du conseil de prud'hommes de Poitiers, du tribunal de commerce de Poitiers, du tribunal administratif de Poitiers et de la cour administrative d'appel de Bordeaux, de la cour d’assises de la Vienne.

### Services publics
Les services municipaux se composent : des services administratifs, techniques et scolaires, d'un CCAS avec service de portage de repas à domicile, d'une crèche, d'un relai assistantes-maternelles, d'un centre de loisirs, d'une bibliothèque, d'une police et d'une cuisine centrale.
La commune dispose d'un centre socio-culturel, La Maison des projets, doté d'une salle de spectacle, La Rotative.
Le Conseil départemental assure des permanences dans ses locaux situés près de la zone du Pas-de-Saint-Jacques.

## Enseignement
La commune de Buxerolles dépend de l'académie de Poitiers (rectorat de Poitiers) et ses écoles primaires dépendent de l'Inspection académique de la Vienne.
Cinq établissements scolaires sont ouverts:
- École maternelle publique Le Bourg qui accueille 107 élèves en 2016-2017[44],
- École maternelle publique Jean-Marie Paratte (quartier du Planty) qui accueille 162 élèves en 2016-2017,
- École élémentaire publique Le Bourg qui reçoit 206 élèves en 2016-2017,
- École élémentaire publique Jean-Marie Paratte (quartier du Planty) qui accueille 293 élèves en 2016-2017,
- Collège Jules-Verne qui accueille près de 500 élèves.

## Économie
Buxerolles bénéficie de sa position dans l'agglomération de Poitiers et possède quatre zones d'activité contribuant au dynamisme économique de la ville :
- Le Cœur de ville, regroupe une cinquantaine de commerces et professions libérales ainsi que plusieurs services publics (Mairie, Bibliothèque, crèche, relais assistantes-maternelles).
- La zone d'activité économique du Pas de Saint-Jacques au nord, créée en 1991, regroupe une quinzaine de commerces et entreprises dont un complexe cinéma de 12 salles.
- Le secteur de La Charletterie, situé à la fois sur Poitiers et Buxerolles, regroupe lui aussi une quinzaine de commerces et entreprises.
- La zone artisanale et économique du Tilleul, créée en 1984, regroupe une vingtaine de commerces et entreprises principalement dans les secteurs du bâtiment, du textile, des transports et de la formation ;

Le pôle économique de l'Ormeau regroupe des entreprises et professions libérales de divers secteurs.

### Agriculture
Selon la Direction régionale de l'Alimentation, de l'Agriculture et de la Forêt de Poitou-Charentes, il reste 2 exploitations agricoles en 2010 contre 7 en 2000. Les surfaces agricoles utilisées ont diminué et sont passées de 136 hectares en 2000 à 128 hectares en 2010.

### Commerce
Buxerolles, en 2012, dispose de 13 commerces sur son territoire :
- 5 Boulangeries,
- 2 Fleuristes,
- 2 Stations-service,
- 2 Magasins d'équipements du foyer,
- 3 Supermarchés,
- 1 Épicerie,
- 1 Magasin d'optique,
- 1 Quincaillerie,
- 1 Magasin d'articles de sports,
- 1 Librairie,
- 1 Hypermarché,
- 1 Magasin de meubles,
- 1 Boucherie.

Un marché important a lieu une fois par semaine sur la place des Castors, le jeudi matin.

### Activité et emploi
Le taux d'activité était de:
- en 1999: 68, 6 %,
- en 2004: 72,7 %,
- en 2012: 75,3 % (Le taux d’activité moyen du département de la Vienne est de 55,9 % en 2012[46].)

Le taux de chômage:
- en 1999, il était de 9,4 %.
- en 2004 était de 8,5 %,
- en 2010 : 10 %
- en 2012 : 12,8 %
- en 2014: 7,7 % (moyenne nationale est de 10,4 % fin 2014).

Les retraités et les pré-retraités représentaient 21,2 % de la population en 2004 et 17,2 % en 1999.
La répartition de la population par catégorie socioprofessionnelle est la suivante en 2009:
- Agriculteurs : 0,00 %
- Artisans : 3,44 %
- Cadres: 18,28 %
- Professions intermédiaires : 31,23 %
- Employés : 34,51 %
- Ouvriers : 12,54 %

## Culture locale et patrimoine

### Lieux et monuments

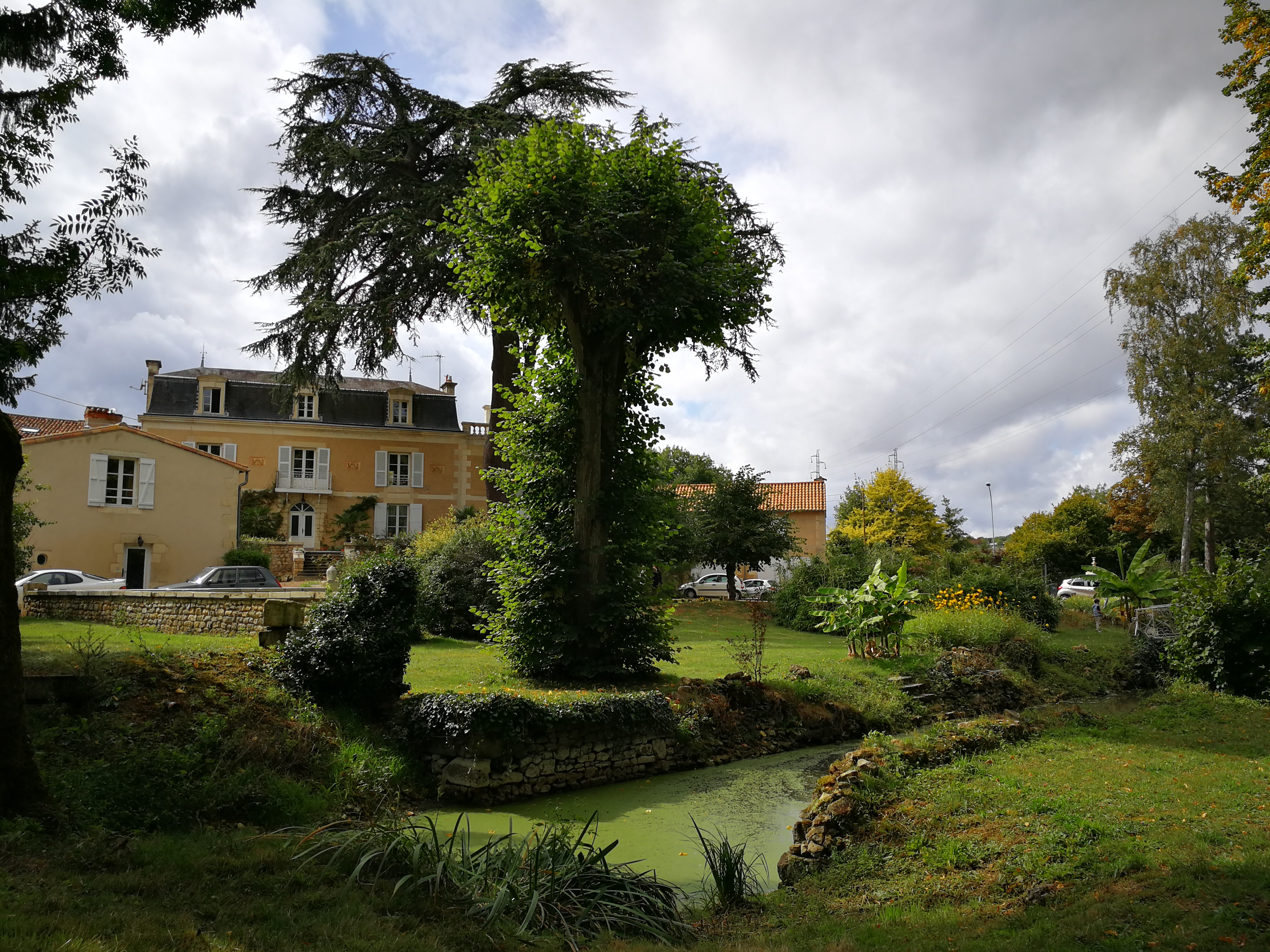
Le Manoir de Clotet

#### Patrimoine civil
La commune compte plusieurs propriétés privées remarquables :
- Manoir de Clotet
- Manoir de la Loubantière
- Manoir de la Charletterie
- Manoir de Puy-Mire

#### Patrimoine funéraire
Le cimetière actuel de Buxerolles a été mis en place en 1873, soit bien après de décret du 23 prairial An XII (12 juin 1804). Ce décret imposait, pour des raisons essentiellement hygiéniques, l’éloignement des cimetières des lieux d’habitation et des puits. De ce fait, le cimetière a été déménagé de son site traditionnel: les abords de l’église qui offrait la proximité avec Dieu et la cité céleste, symbolisée par l’édifice cultuel, vers l’emplacement actuel. Le cimetière, a depuis, fait l’objet de deux extensions, liées à l’accroissement spectaculaire de sa population depuis l’après Deuxième Guerre mondiale. Avant la séparation de l’Église et de l’État, le cimetière était uniquement réservé aux Catholiques. La loi de 1905 a permis notamment aux Protestants (mais aussi à d’autres confessions) d’y être enterrés sans signes distinctifs. Le cimetière de Buxerolles, est d’un point de vue patrimonial un véritable conservatoire de l’art funéraire et des comportements devant la mort. Ainsi, plus de vingt types de sépultures sont visibles plus ou moins sophistiquées, qui va de la simple pierre tombale avec une épitaphe gravée jusqu’à la chapelle de style néo-gothique très travaillées (sépulture des meuniers du début du XXe siècle). Les aménagements des tombes révèlent le rang social et la richesse du défunt. L’art funéraire a évolué au fil du temps. Ainsi, typique du XIXe siècle, deux chapelles de l’ancien cimetière sont ornées de sculptures. Elles abritent un autel, des prie-Dieu et ses baies sont fermées par des vitraux tandis que la porte est de style néogothique. D’autres tombes sont ornées d’une façade d’église. D’autres se signalent par une colonne qui symbolise le lien de la terre au ciel ; certaines sont brisées (souvent sur les tombes de personnes non-catholiques, athées ou déistes). Les tombes des prêtres sont recouvertes d’une étole. Au XXe siècle, les décorations évoluent: des porcelaines décoratives ou des photos apparaissent sur les pierres tombales et des tombes sont ornées de couronnes de perles confectionnées par des prisonniers. L’époque actuelle se caractérise par des formes de plus en plus pures, les épitaphes se font discrètes voire disparaissent, le choix des matériaux (plus ou moins luxueux), les volumes plus ou moins complexes en fonction de son rang social ou de sa richesse, priment sur les éléments décoratifs qui ont tendance à disparaître complètement.

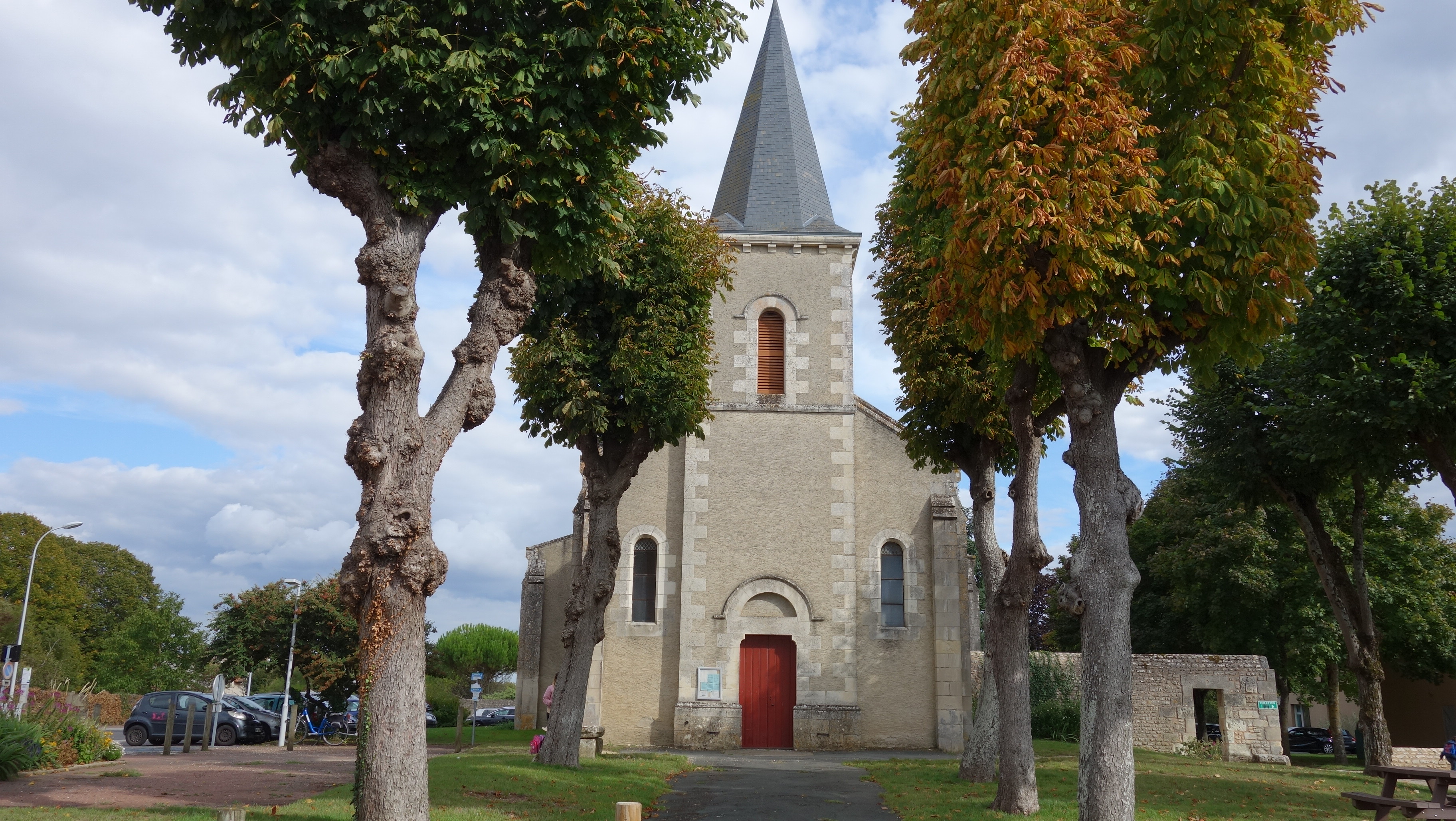
Église Saint-Philippe et Saint-Jacques

#### Patrimoine religieux
- L'église Saint-Philippe et Saint-Jacques. Sur l'emplacement actuel de l'église du Bourg, plusieurs constructions se sont succédé entre le XIe et le XIXe siècle. Une église est construite au XIe siècle. De dimensions relativement modestes (environ 22 m sur 8 m), celle-ci est agrandie au XIIe siècle. Au XIVe, un clocher de style roman vient compléter l'édifice. Malheureusement, la bâtisse étant dans un état de délabrement avancé, celle-ci doit être reconstruite entre 1867 et 1869.
- Église Notre-Dame-de-l’Annonciation dite du Planty, inaugurée en 1962, fut construite par les Castors.
- Salle de lecture du culte antoiniste.

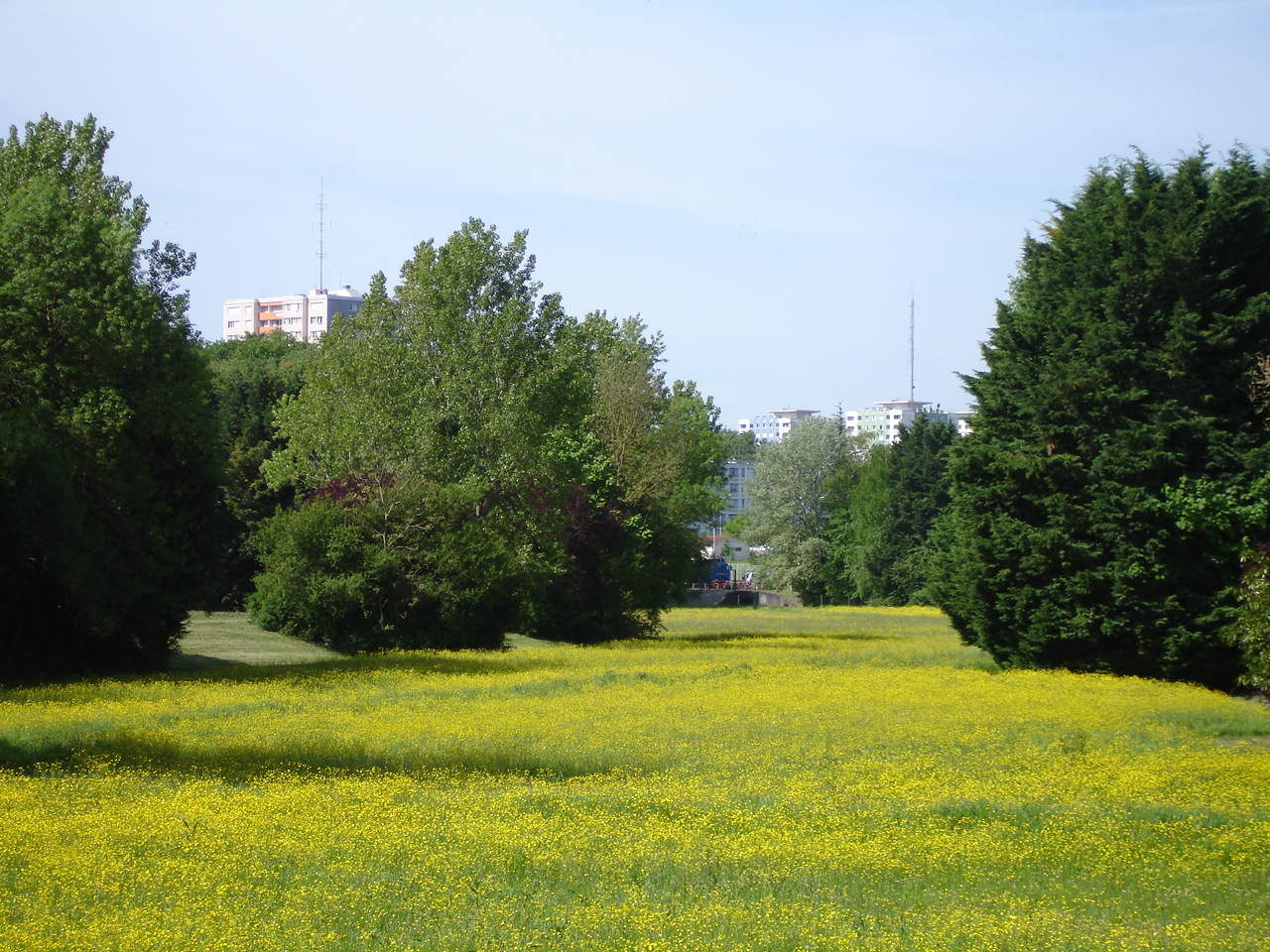
Le Parc de la Robla (vue partielle)

#### Patrimoine naturel
- La commune possède une zone naturelle d'intérêt écologique, faunistique et floristique (ZNIEFF)[47] qui couvre 17 % de la surface communale : la Vallée des Buis.
- Le site Puy Mire est classé comme monument naturel[48].
- Les vallées sèches de Buxerolles qui couvrent 4 % du territoire communal sont protégées au titre des Espaces Naturels Sensibles. Elles sont gérées par le Conservatoire d'espaces naturels de Poitou-Charentes.
- Les parcs de Valvert et de la Robla.
- Selon l'Inventaire des arbres remarquables de Poitou-Charentes[49], il y a deux arbres remarquables sur la commune qui sont : un Robinier faux acacia et un Sophora du Japon.

### Équipements culturels
- Méga CGR : 12 salles de cinéma.
- La bibliothèque municipale Léopold-Sédar-Senghor.
- Une salle de spectacle : La Rotative.

Le collège Jules Verne, qui accueille une classe Théâtre, possède aussi sa propre salle de spectacle.

### Événements culturels
- Depuis 2018, la commune de Buxerolles accueille, au centre socio-culturel de la Maison des Projets, un petit festival de langues organisé en septembre par l'association Tous Azimuts, qui présentait 15 langues pour sa première édition et en programme 19 pour l'édition 2019. Événement accompagné de diverses manifestations culturelles (concerts et spectacles de danse, cérémonie du thé et arts martiaux chinois, reconstitution historique sur l'antiquité, etc.).

### Équipements sportifs
- Le complexe sportif de Grand Poitiers dans le quartier de la Pépinière comprend le stade Michel-Amand, un dojo, une salle d'armes, une salle de gymnastique, un vélodrome et un centre aquatique.
- Le complexe André-Messy (stade et salle de sports) au Planty comprend un terrain synthétique.
- La salle de sport Eric Tabarly au Planty.
- Le complexe sportif Colette Besson (salle de sports, dojo, club-house, courts de tennis extérieurs, terrains de sport bouliste) dans le quartier des Bizais.
- Un bowling près du Méga CGR.
- Un city-stade à proximité du groupe scolaire, au Planty

### Personnalités liées à la commune
- Robert Charron, boxeur, champion de France amateur en 1939 (catégorie mi-moyens), militaire en 1939 (mi-moyens), professionnel (poids moyens) en 1944 et 1946.
- Robert Buchet, dit Bubu, était l'une des figures les plus pittoresques du sport automobile ; il y repose en son cimetière.
- Frédéric Augris, photographe et historien, a passé son enfance à Buxerolles.
- Bathiste Tchouaffe, basketteur professionnel depuis 2016 et évoluant à Poitiers Basket 86 au cours de la saison 2019-2020 ; sélectionné en équipes de France U16 (or au championnat d'Europe 2014), 3x3 U18 (bronze à la Coupe du monde 2015) et U18 (or au championnat d'Europe 2016).